# Aristarchus van Samos

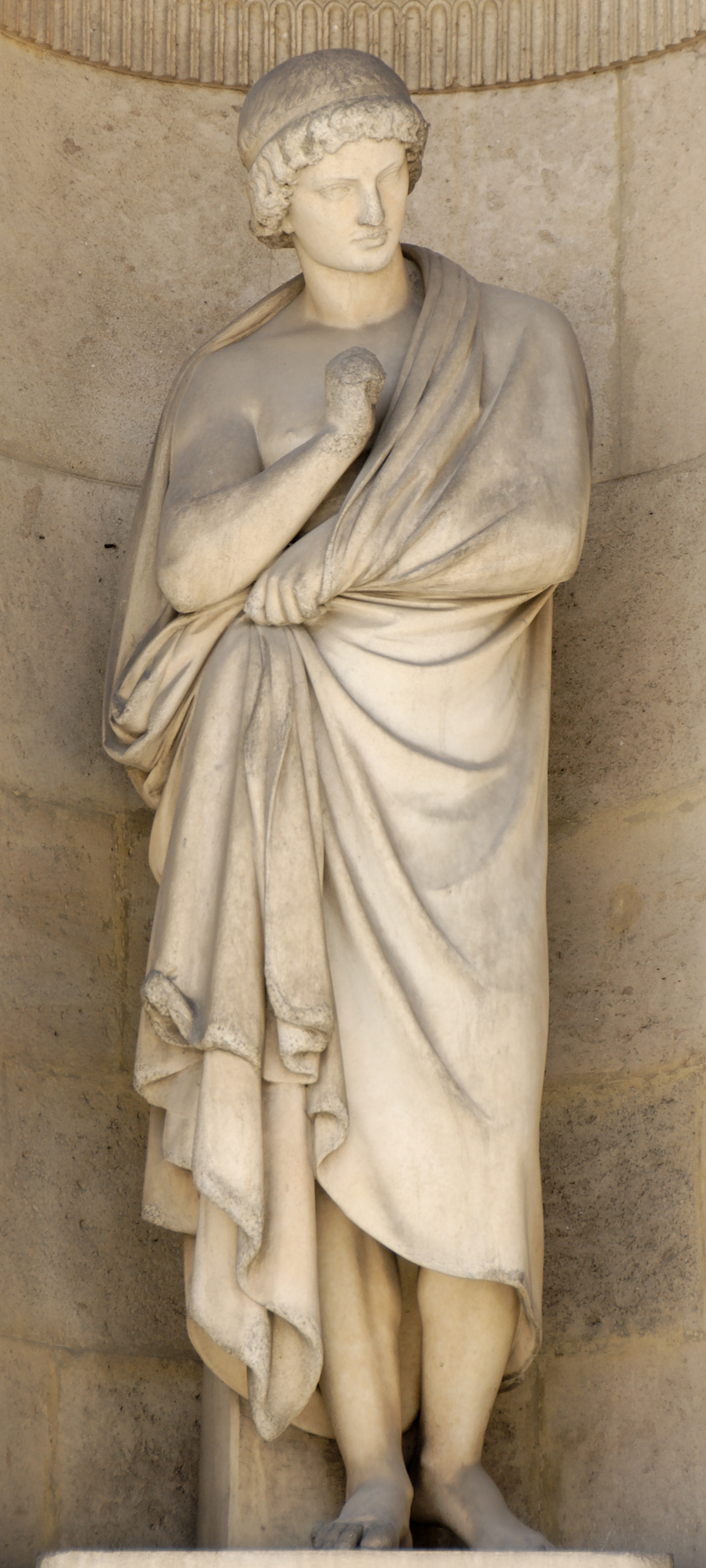
Beeld van Aristarchus van Samos in een nis van de binnenplaats (cour carrée) van het Louvre.

Aristarchus van Samos (Grieks: Αρίσταρχος ὁ Σάμιος; Aristarchos ηo Samios) (ca. 310 v.Chr. - 230 v.Chr.) was een Grieks astronoom en leerling van Strato van Lampsacus. Hij was de eerste astronoom van wie is opgetekend dat hij een heliocentrisch model van de kosmos voorstelde en wel gebaseerd op beredeneerde gronden. Zijn ideeën werden verworpen ten gunste van de theorie van Plato en Aristoteles en, een half millennium later, van Ptolemaeus.

## Natuurwetenschappelijke ideeën

### Relatieve afstand Aarde-Maan en Aarde-Zon
Het enige van Aristarchus bewaard gebleven werk is Περὶ μεγεθῶν καὶ ἀποστημάτων [ἡλίου καὶ σελήνης] (Over de afmetingen en afstanden [van de Zon en de Maan]). Het lijkt uit te gaan van een heliocentrisch wereldbeeld. In dit werk probeerde Aristarchus te bewijzen dat de afstand van de Zon tot de aarde 20 keer zo groot is als van de Maan tot de aarde.

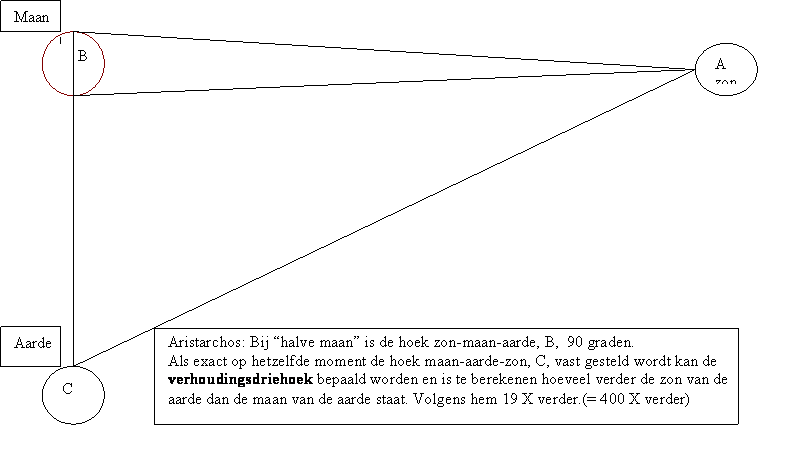
Aristarchus' redenering. Niet op schaal: de zon zou veel verder naar rechts moeten staan om goede verhoudingen te krijgen. Dit betekent dat hoek C ook vrijwel 90 graden is. Dit maakt duidelijk waardoor het voor Aristarchus zo moeilijk was de juiste verhoudingen te verkrijgen.

Hij meende dat de maan geen licht uitzond, maar slechts het zonlicht reflecteerde. Hij kon daardoor als volgt de relatieve afstand tot zon en aarde bepalen. Bij halve maan is de hoek Zon-Maan-Aarde 90°. Op hetzelfde moment mat hij de hoek Maan-Aarde-Zon. Dit lukte niet goed, want die hoek is moeilijk te meten, zie uitleg bij tekening. Aristarchus kon zo de relatieve lengten van de zijden Aarde-Maan en Aarde-Zon berekenen.

### Middellijn van aarde en maan
Ook vergeleek hij in datzelfde boek de middellijn van de Aarde met de middellijn van de maan. Die was af te leiden uit de schaduw van de Aarde op de maan bij maansverduisteringen. Door die schaduw te bekijken, meende hij te zien dat de aarde twee keer zo groot is als de maan, een redelijk goede benadering.

### Aarde draait om de zon
De zon is verder weg dan de maan en aanzienlijk groter dan de aarde - Aristarchus kwam uit op achttien tot twintig keer. In werkelijkheid is het ongeveer 110 keer. Op grond hiervan kwam hij tot de conclusie dat de aarde om de zon draait.
Dus volgens hem was de zon het centrum van het heelal, bewoog de aarde in één jaar om de zon en in één dag om haar eigen as en was de sfeer van de sterrenhemel onbeweeglijk. Omdat de sterren geen zichtbare parallax vertoonden, veronderstelde hij dat de sterren zeer ver weg waren. Het is echter niet zeker of hij het heliocentrisme slechts als hypothese overwoog of als bewezen propageerde zoals Seleucus van Seleucia later deed. De stoïcijnse filosoof Cleanthes meent dat de Grieken Aristarchus wegens goddeloosheid hadden moeten veroordelen. Dit zegt Plutarchus in zijn essay Over het schijnbare gezicht in de bol van de maan uit Moralia.

## Vernoeming
De krater Aristarchus op de Maan is naar hem genoemd.

## Voetnoten
1. ↑  (en) Sir Thomas Heath (1991). Greek Astronomy. Dover Publications, p. 101.
2. ↑  Plutarchus, p. 223. Gearchiveerd op 20 oktober 2019.